# Abbaslı
Abbaslı è un comune dell'Azerbaigian situato nel distretto di Şəmkir.